# 一酸化ケイ素
一酸化ケイ素（いっさんかケイそ、英: silicon monoxide）は、SiOの分子式を持つ化合物である。気体では、二原子分子として存在する。星間分子として検出され、酸化ケイ素として宇宙で最も多量に存在すると考えられている。星間分子としての一酸化ケイ素は、分子雲同士の衝突などで発生した衝撃波が発生した場所で見つかる。気体の一酸化ケイ素が急速に冷却されると、茶色や黒のガラス様のアモルファス固体を形成する。これは使い捨てフィルム等に利用されている。

## 分子
二酸化ケイ素をケイ素とともに加熱すると、気体の一酸化ケイ素が生成される。
{\displaystyle {\ce {SiO2\ + Si -> 2SiO}}}
原料の二酸化ケイ素は、鉱石や鉱物から分離される。
また、二酸化ケイ素を水素分子や一酸化炭素で高温で還元することによっても一酸化ケイ素が生成する。
{\displaystyle {\ce {SiO2\ + H2 -> SiO\ + H2O}}}
一酸化ケイ素は、以下のように直ちに不均化する。
{\displaystyle {\ce {2SiO -> SiO2\ + Si}}}

## 結合
一酸化ケイ素は、ヘリウムで冷却することでアルゴンマトリックスにトラップされる。アルゴンマトリックス中で計測したSi-O結合の長さは148.9pmである。この結合長は、直線分子の二酸化ケイ素の結合長と近く、一酸化炭素のような三重結合性は見られない。
一酸化ケイ素の二量体、三量体、四量体は全て、(Si-O)nの環状構造を持ち、Si-Si結合を持つ。
一酸化ケイ素をフッ素分子、塩素分子とともに濃縮し、光を照射すると、平面状分子OSiF2(Si-O 148 pm)、OSiCl2(Si-O 149 pm)と直線状分子OSiS (Si-O 149 pm , Si-S 190 pm)が生成する。
一酸化ケイ素を酸素原子とともに濃縮し、マイクロ波放電すると、直線状の構造を持つ二酸化ケイ素が生成する。
ナトリウム、アルミニウム、パラジウム、銀、金等を共沈殿させると、AlSiOやPdSiO等の直線状、AgSiOやAuSiO等の非直線状、NaSiO等の環状の三原子分子が生成する。

## 固体
近年の研究により、商業的に手に入る固体状態の一酸化ケイ素は、二酸化ケイ素とケイ素の混合物であることが分かった。